# Шиммельман, Шарлотта
Магдале́на Шарло́тта Хе́девиг Шиммельма́н (Шиммельманн, дат. Magdalene Charlotte Hedevig Schimmelmann; 10 августа 1757, Шиен — 2 декабря 1816, Копенгаген) — датская аристократка и владелица литературных салонов XVIII—XIX веков.

## Биография
Магдалена Шарлотта Шубарт родилась в Шиене, Норвегия, в семье лейтенанта Карла Рудольфа Шубарта (1714—1759) и Ингер Лёвенскиольд (1732—1808). 25 мая 1782 года она вышла замуж за государственного деятеля графа Эрнста Генриха фон Шиммельмана (1747—1831). После государственного переворота против Ове Хёэх-Гульдберга в 1784 году Эрнст стал министром финансов, а уже в 1797 году — премьер-министром.
Её литературный салон был организован по французскому образцу и пользовался известностью за рубежом. Здесь обсуждались последние достижения науки, политики и культуры. Она считала карьеру хозяйки салона своим призванием. В её салоне собирались философы и политики, и он играл определённую роль в политической жизни страны. Он был вдохновлен формой «аристократического гуманизма» и идеями Французской революции 1789 года.
Её муж открывал школы, которые она патронировала, и выступал за отмену рабства, хотя они сами владели плантациями в Датской Вест-Индии. В XVIII веке семья Шиммельманн стала самой богатой в Дании во многом благодаря торговле сахаром с Вест-Индией. До 1807 года её политическое окружение, состоявшее из министров, зарабатывало деньги на торговле со странами, участвовавшими в наполеоновских войнах, из-за чего её салон считался центром политической коррупции, что сделало его немодным.
Шарлотта Шиммельманн скончалась 2 декабря 1816 года в Копенгагене, Дания.